# マイコンBASICマガジン
『マイコンBASICマガジン』（マイコンベーシックマガジン）は、電波新聞社が1982年から2003年まで刊行していたホビーユーザー向けパーソナルコンピュータ（パソコン）関連雑誌。略称は「ベーマガ」。判型は当初B5、1990年4月号からA4変形。発売日は当初は毎月10日で、1986年2月号から毎月8日となった。
2015年に電子工作マガジンでコーナーとして再登場し、2018年から別冊附録化されている。

## 概要
創刊当時、パソコンといえば、BASICインタプリタをROM内に搭載、もしくは標準で添付した8ビットパソコン（ホビーパソコン）やポケットコンピュータが主流だった。そしてパソコンの入門といえば、BASICのコマンドの文法からプログラミングまで、実際に動かして習得することだった。
本誌でもっとも特徴的なのは、読者が投稿したオリジナルのプログラムを掲載していたことである。当時はメーカーごとの仕様に基く、互換性の低い数十種類のBASIC言語が存在しており、本誌では各機種に対応したプログラムのリスト（ソースコードを印刷した物）を掲載していた。読者はこれを見ながら自分の手で入力し、そのプログラムが提供する主にゲームを楽しんだ。誌名のとおり、基本的にBASICのプログラムが掲載された一方、機械語を併用したものや、ごく一部ながらほとんどが機械語のプログラムもあった（ダンプリストをモニタで直接入力する形式ではなく、ダンプリストをバイナリに変換しながらメモリに配置するBASICプログラム）。後期には、時代の趨勢もありC言語、Delphi、HSPなど、BASIC以外の高級言語によるプログラムも掲載するようになった。
誌名が変わらなかったのは、「BASIC」の意味にBASIC単語以外に、基本（ベーシック）を大切にするプログラミング誌の意味が込められていたからだとされる。この姿勢から紙面ではしばしば半ば冗談で「ベーマガは教育誌」という単語が踊っていた。
ゲーム以外にも、カロリー計算やキャラクタエディタなどといった、小規模ながら多岐にわたる「実用プログラム」も掲載された。1986年頃からは、ゲームメーカーの許可を得て、ゲームミュージックをパソコンで鳴らすプログラムや、楽譜も掲載されるようになった。
ゲームのプログラムリストを掲載していた雑誌としては、本誌の他に『I/O』、『PiO』、初期の『ログイン』などがあった。これらの雑誌では実行速度の遅いBASICのプログラムではなく、処理が高速でアクションゲームを作るのに有利な機械語のプログラムを掲載していることがほとんどだった。しかもアセンブリ言語のソースコードではなく、ダンプリストの形でプログラムが掲載されており、すなわち0からFまでの十六進数の羅列であるため、読者が直接プログラムの内容を読み取ることが難しかった上に、入力ミスをした場合に問題箇所を見付けて修正するにも技術を必要とした。それに対して、本誌が掲載するBASICはインタプリタ型の高級言語であるため、予約語は簡易な英語をベースとしており記述の意味を読み解くことが容易で、入力に不整合があればエラーメッセージが表示されるため、入力の動機が「ゲームを遊ぶこと」であっても、自ずとプログラムの学習に繋がっていった。
プログラムには、作者が変数の用途、アルゴリズムの解説、機械語を併用している場合はその解説、ちょっとしたテクニックなど簡単な説明を付けているものもあり、改造などによって更に理解を深めることも可能だった。このような性質から、当時はIT業界への登竜門のひとつとして本誌が位置づけられていた。ウルフ・チームに就職し『ソル・フィース』を製作したという経歴で本誌に紹介されたBug太郎など、本誌のプログラム投稿者がそのままコンピューターゲームやアプリケーションソフトウェアの本職のプログラマとなった例もある。
若年者、入門者向けの側面として、大学入試センター試験の数学で出題される「情報処理」分野の解説がある。BASICのプログラムや、アルゴリズムの考え方に特化した試験対策は、他の参考書ではまず見られなかった。

## 略歴

### 創刊
趣味に於ける電気・電子回路や電子工作関連の月刊誌『ラジオの製作』の別冊付録として、1981年4月発売の5月号から発行された。1982年3月と5月には、『月刊マイコン』・『ラジオの製作』別冊として単独で発売されている。その後、1982年6月発売の1982年7月号で、『ラジオの製作』から独立する形で創刊された。
創刊当時は「パソコン」という語が普及しておらず、後にパソコン（パーソナルコンピュータ）へ分類されるものについても一般的に「マイコン」（マイクロコンピュータの略）と呼ばれる事が多かったため、冠称がマイコンになっている。ただし姉妹誌の『月刊マイコン』がMy Computerの略だった事もあり、本誌についても編集部は「マイコンピュータの略」と言っていた。
毎号数十本ものプログラムリストが掲載されてはいたものの、1機種あたりだと多くても数本程度しかないため、他機種のプログラムも活かせるよう、各機種のBASICの「方言」などについてまとめられた「移植テクニックマスター大作戦」という特集記事が、創刊号から長期に渡って連載された。
1980年代を通して、非常に高価な8ビットパソコンがごく限られたマニアの物だった時代から、ファミリーベーシックやMSX・ポケットコンピュータ等、安価な機種の登場する時代を経て、次第に工学的な興味を持った大学生はもとより、小中高校生に到るまで、幅広い年代に手が届く頃になると、様々な機種用のプログラムが投稿・掲載されるようになる。

### プログラム投稿誌へ
やがて同社専門分野向けの『月刊マイコン』、アスキーが発売していた専門分野向けの技術誌色の強い『月刊アスキー』、幅広いパソコン関連情報を掲載した工学社の『I/O』、最も早く休刊した廣済堂の『RAM』という4大誌と順位が入れ替わり、プログラミング投稿誌としての地位を築いた。
なお同世代の他誌には、アスキーのゲーム寄り姉妹誌である『ログイン』、『I/O』の読者投稿に特化した『PiO』、徳間書店のゲーム情報誌『テクノポリス』や読者投稿に特化した『プログラムポシェット』、新声社のアーケードゲーム専門誌『ゲーメスト』、小学館のマイコン雑誌『ポプコム』、角川書店のゲーム専門誌だった『コンプティーク』等がある。

### ゲーム情報誌として
1983年11月号から、アーケードゲーム等の情報を扱う「スーパーソフトマガジン」という別冊付録が付くようになる。ナムコの開発室から提供されたゼビウスに関する様々な設定情報などは、現在でも貴重な資料としての価値をもつ。パソコンゲームの攻略法が載っていた時期もあり、山下章、手塚一郎などが執筆していた。巻末には全国のゲームセンター100店舗に及ぶ協力店から寄せられた「ハイスコアランキング」（当時は通信機能搭載のゲーム機は無かった）が掲載され、腕自慢にわざわざ協力店に出向いてハイスコアを叩き出すゲーマーもいた程である。
当時としては他に類を見ない濃い内容のコンピュータビデオゲーム情報誌の側面を持っており、本誌よりむしろ別冊付録を目的として買う読者も出現した。しかし付録だけを万引きされる問題が発生したため、1985年1月号より「スーパーソフトコーナー」として巻末に一体化することになる。なお、アダルトゲームに関する情報を一切掲載しないのも特徴の一つである（例外として、販売店の広告内では当たり障りのない範囲でタイトル名や画面写真、パッケージ写真が掲載されることはあった）。
その後もパソコン・コンシューマー・アーケードを問わずコンピューターゲーム関連の記事が幅広く掲載され、パソコン雑誌でありながら、総合的なゲーム情報誌としての一面がより色濃くなった。ゲーム関連の記事のページ数がプログラミングなど技術系の記事を上回った時期や、表紙の写真がパソコンではなくゲーム機やアーケードゲーム基板だった号もあった。
広告掲載や関連記事掲載、また電波新聞社（後のマイコンソフト）が発売しているアーケードゲームからの移植パソコン向けゲームソフトウェアの開発といった事情にも絡み、ナムコやセガ・タイトーといった大手のアーケードゲームメーカーとの間に築かれた関係も深く、精力的にメーカー内の開発者を交えて、内部開発資料から起こした高品質のゲーム紹介記事を掲載するなどしていた。しかし、次第にゲームメーカーの群雄割拠から、全てのゲームメーカーを網羅しきれなくなり、1980年代末から1990年代初頭には、他社ゲーム専門誌に読者を奪われる結果となった。
1989年5月号から1990年3月号まで、「レッツプレイ！コンピュータ・ミュージック」としてDTMに特化した別冊付録が添付され、1990年4月にはComputer Music Magazineとして独立している。その後1999年6月号から再度別冊付録となった後、同誌は同年10月に休刊した。

### 斜陽
その後長らくは、既に市場から姿を消した機種を含むパソコン関連のプログラムを掲載する傍ら、新製品の紹介やゲームレビューなどを地道に掲載し、一定の固定読者層を獲得していた。一方で、90年代に入ると、パソコン低価格化の流れを受け、実用機としてのパソコン記事需要が伸びていったことで、巻頭掲載の実用パソコン記事、投稿プログラミング、ゲーム攻略、紹介記事という3要素がそれぞれ別の読者を抱え、分断されたような様相を見せていった。
1995年4月号から10月号まではCD-ROMが付録となった。インタビューやレポートなど独自の動画をVideo for Windowsによって複数収録しており、Windowsで収録コンテンツを閲覧できるほか、オーディオトラックに投稿プログラムのデータレコーダ音声を収録するという珍しい試みも行われた。付録CDは7号で終了となったが、その後はCD-ROM付きの別冊『BASIC Magazine CD-ROM Special』（4号以降は正題が『オリジナル・ゲームGRAND PRIX』、副題が『BASIC Magazine CD-ROM Special』となる）が5号まで発行された。
しかしインターネットが普及して以降、プログラムソース配布も個人が自分のウェブサイトを介して行う様式が定着、プログラム投稿誌としての需要の低下が進んでいく。
そんな時代の中で発行された1999年4月号では、「リニューアル」と称して、価格は据え置きのままで、当時250～280ページ程度だった総ページ数が186ページになり、内容も大幅に削減されてしまう。ゲーム関連記事は大幅に削減された。この号が発売された途端、公式サイトや読者が運営するサイトなどのウェブサイトで、編集部や内容に対する不満や絶望視する発言などが多く見られるようになり、購読をやめる読者も続出。特にリニューアル直後は、自身のウェブサイトや掲示板上で「今月で買うのをやめます」と宣言する読者も少なくなかった。本そのものが明らかに薄くなってしまった問題に、1999年7月号にて「紙を厚くする」という対応をしたことも、読者の不信と不満をかえって募らせる結果となってしまった。
なお、本誌の産みの親である『ラジオの製作』は、本誌のリニューアルと同じ1999年4月号にて、月刊誌から季刊ムックに変わると発表された。しかし、後に一号しか発行されず、雑誌としては事実上廃刊している。

### 休刊
その後、2001年4月号では、長年本誌を支えてきた市販ゲーム関連の記事を全廃し、中高生向けのパソコン入門誌として特化を試みた。しかし、削除された記事に代わる他の記事が充実した訳ではなかったため、ページ数は130ページとさらに減少。紙は厚いのに本はかつてのリニューアル前より薄くなった。これにより、新たな中高生の読者を獲得しないまま古くからの読者が離れてしまった。
1996年当時28万6000部あった発行部数は、2003年には8分の1程度まで減少してしまい、ついに2003年4月8日に発売された2003年5月号（通巻251号）をもって休刊となった。
休刊する事実は、休刊号発売のおよそ半月前である2003年3月25日に公式サイト上で発表され、ITmediaなど複数のIT系ニュースサイトがニュースとして取り上げた。また公式サイトの掲示板には、当時の購読者やニュース記事で休刊を知ったかつての読者から、休刊について惜しむ声や本誌への想いなど多くの書き込みが寄せられた。

### 休刊後
休刊から7年後の2010年、「ゲームプログラマーの育成に対する多大なる貢献」として、CEDEC AWARDS 2010（プログラミング・開発環境部門）の最優秀賞を「元 『マイコンBASICマガジン』編集部とプログラム投稿者」が受賞した。元編集長の大橋太郎が代表してトロフィーを受け取り、後述のイベントなどで度々披露している。
2015年11月8日、3331 Arts Chiyodaにて、トークイベント「ALL ABOUT マイコンBASICマガジン」が開催。山下章を総合司会に、かつてのライターや編集者が登壇し、当時を振り返った。オープニングムービーとして、1992年に開催された「シャープ第一回X68000芸術祭」のオープニングムービーを映像・音声ともにセルフパロディしたものが使われた。会場規模が定員500人程度と小さいため、入場チケットは発売即日完売した。
2018年1月14日、より大きな会場であるよみうりホール（客席1,100席）にて、同様の趣旨のトークイベント「ALL ABOUT マイコンBASICマガジン II」が開催された。

### 電子工作マガジンでの復活
電波新聞社から2008年より季刊誌『電子工作マガジン』が刊行されている。本誌はベーマガの源流であった『ラジオの製作』の流れを引き継ぐ電子工作雑誌であり、編集長はベーマガの編集長であった大橋太郎である。
2015年3月19日発売の『電子工作マガジン』No.26（2015年春号）から「マイコンBASICマガジン」と称したコーナーが掲載され、またくりひろしによる漫画「時空を超えて！帰ってきた パソコン・レクチャー」も連載されている。今後の展開によっては、月刊誌としてベーマガを復刊する事も検討していると、編集長がFacebookで投稿している。
2018年12月19日発売の『電子工作マガジン』No.41（2018年冬号）から、『マイコンBASICマガジン』が別冊付録として収録されるようになった。別冊付録第1号の表紙は、元祖である『ラジオの製作』別冊付録時代の第1号の表紙を模したものになっている。『ラジオの製作』別冊付録第1号の表紙は、PRINTやLETなどのBASICのコマンドを列挙する形でレイアウトされていたが、『電子工作マガジン』別冊付録第1号は、IchigoJam、HSP、IchigoLatteなど今時のコンピュータや言語の名称を列挙している。

## 主な連載記事・コーナー

### 前半ページ（技術系）
BM特選プログラム・コーナー
本誌の主力コーナーで、読者投稿のBASICプログラムリストが掲載された。さまざまなメーカーのパソコンをはじめ、BASIC搭載のゲーム機やポケコンまで対象になった。実用プログラムやゲームミュージックプログラムは単独でミニコーナー化された。掲載プログラムはゲームがその中心であったが、本誌の読者は掲載プログラムを手持ちのコンピュータにキーボードから入力して、それらを楽しんだり、他人が作成したプログラムの仕組みやテクニックを勉強するのに役立てた。
それぞれの記事には、プログラムを実行させるときの注意点や、プログラムの内容、プログラムの改造方法などが紹介されている。一部のプログラム（末期は全プログラム）には「CHECKER FLAG」という欄が設けられ、プログラムの批評や改造ポイントなどが、Dr.Dを中心とする編集部の面々の雑談形式で伝えられた。ミュージックプログラムコーナーには「○○先生から一言」という同様の欄があり、担当ライターによる評価が伝えられた。
プログラム投稿者は、プログラムの説明原稿とともに、カセットテープやフロッピーディスクに未発表のオリジナル・プログラムを収めて編集部へ送付した。プログラムが掲載された時は規定の原稿料と掲載誌が送られた。
リストの長さが半端でページに余白が生じた場合、読者投稿のイラストで穴埋めする事が多かった。個別のコーナー宛ではないイラストは、ここか後述の「あくせすROOM」に掲載された。
プログラムが掲載された機種は多岐にわたる。以下は一例である。
- アップルコンピュータ：Apple II/IIe
- 日立製作所：ベーシックマスター/L2/L3
- コモドール：コモドール64
- 任天堂：ファミリーコンピュータ / シャープ：ファミコンテレビC1（ファミリーベーシック）
- 富士通：FM-8/7/77/77AVシリーズ（F-BASIC）
- 富士通：FM TOWNS（F-BASIC386）
- カシオ計算機：FP-1000/1100
- 松下通信工業：JR-100/200/800
- IBM：JX
- SORD：M5
- コモドール：マックスマシーン
- 各社：MSX/MSX2/MSX2+シリーズ（MSX-BASIC）
- 三菱電機：MULTI8
- シャープ：MZ-80K/C/1200（S-BASIC/Hu-BASIC）
- シャープ：MZ-700
- シャープ：MZ-1500
- シャープ：MZ-80B/2000/2200
- シャープ：MZ-2500（BASIC-S25/BASIC-M25）
- シャープ：MZ-5500
- 東芝：PASOPIAシリーズ
- NEC：PC-6001/mkII/SR/6601/6601SR（N60-BASIC）
- NEC：PC-8001/mkII/SR/8801/mkII/SR（N-BASIC）
- NEC：PC-8801/mkII/SR（N88-BASIC）
- NEC：PC-88VA（N88-日本語BASIC V3）
- NEC：PC-9801 / エプソン：PC-286/386/486（N88-BASIC(86)）
- トミー：ぴゅう太（G-BASIC）
- バンダイ：RX-78
- 日立製作所：S1
- セガ：SC-3000/SG-1000/SG-1000II
- セガ：セガサターン（GAME BASIC for SEGASATURN）
- ソニー：SMC-70/777/777C
- コモドール：VIC-1001
- シャープ：X1/turboシリーズ（Hu-BASIC）
- シャープ：X68000（X-BASIC）
- シンクレア：ZX81
- エプソン：HC-20
- カシオ計算機：FX-702P
- カシオ計算機：PB-100シリーズ
- シャープ：PC-E500
- シャープ：PC-1245
- シャープ：PC-1500

OFコーナー
プログラムコーナーの各ページ下部欄外に設けられた、短文投稿コーナー。OFとはOverFlowの略で、BASIC言語において変数の値が制限値を超えてしまうエラーになぞらえている。アンケート葉書に書かれた読者の一言やそれに対する編集部からの返事、編集部の珍事件などが面白おかしく書かれていた。稀にライターやマイコンソフトのプログラマー、奥村印刷の担当者が登場することもあった。
コーナーの文章量は原則として各ページ2行だが、ごくまれに内容が更にあふれ出て3行に渡ってしまうことがあり、翌月のOFで読者に指摘されるのがお約束だった。
パソコンレクチャー
くりひろしによる編集部漫画。パソコンのハード・ソフト両面にわたる技術を、基礎的なものから先進的なものまで紹介した。1985年8月号の初掲載以後、休刊号まで休載することなく連載された。ちなみに、くりひろしをスカウトしたのは断空我である。
Dr.Dのちょっと背のびのBASIC講座
Dr.Dを教師、影さん・編さん・つぐ美ちゃんを生徒として、毎回1つのゲームを作り、その過程でプログラミングテクニックを紹介するコーナー。
先生と生徒のためのBASICプログラミング講座

Bug太郎のプログラムタイム

Visual Basic研究所

影のBlack Box
ゲームのアイデアを募集・掲載するコーナー。パソコンを持っていない読者、またはプログラミングが不得手な読者が投稿したアイデアが掲載される。他の読者がそのアイデアを元に実際のゲームプログラムを作成し、プログラムコーナーへ投稿することが期待され、実際にそういったプログラムが数本掲載された。
つぐ美のWhite Room
ゲームプログラムに関するクイズコーナー。正解者に抽選で景品がプレゼントされた。

### 後半ページ（ゲーム系）
スーパーソフトコーナー
アーケードゲームの新作ゲーム、ファミコンなどのコンシューマーの新作ソフト、パソコンゲームの新作ソフトの紹介ページ
チャレンジ! パソコンアドベンチャー・ゲーム
新作ゲームのレビューコーナー。場面ごとの画面写真を列挙し、キャプションで場面の解説や感想を記述する。後年にはアドベンチャーゲーム以外のジャンルも紹介されるようになり、それに伴って誌面の構成も文章の比率が上昇するなど変化していった。
レスキューAVG&RPG
アドベンチャーゲーム（AVG）やロールプレイングゲーム（RPG）を楽しむ読者から、攻略法を始めとする質問を募集し、ライターが回答するQ&Aコーナー。当初は山下章が担当で、山下の看板コーナーだった。後に「レスキュー隊」と称する若手ライターを誌上で公募し、レスキュー隊の看板コーナーになった。
読者の広場
「レスキューAVG&RPG」から派生した、ゲームの質問以外の投稿を紹介するコーナー。ゲームやゲーム業界に対する意見、イベントの紹介や参加レポート、同人サークルの紹介や告知、ライターの趣味に関する雑談などがあった。
本コーナーがリニューアルして後述の「読者の闘技場」になったが、その他にも「ベーマガ(秘)情報局」「読者の意見 ホンキでPlayホンネでReview!!」などが本コーナーから派生している。
読者の闘技場
「読者の広場」がリニューアルする形で登場した読者投稿コーナー。コーナー名は『ドラゴンクエストIII』に登場する「モンスターの闘技場」に由来する。主にウケ狙いの葉書を募集し、採用者（闘技場戦士と呼ばれる）には「経験値」が貯るシステムで、規定の期間で一定の経験値に到達した者、あるいは最も多くの経験値を貯めた者に賞品が与えられる。ウケ狙いが前面に押し出されているため、ベーマガの中でも特異なコーナーになって人気を博し、リニューアルを繰り返して10シーズンもの間連載され続けた。
- 読者の闘技場
- 新・読者の闘技場
- 真・読者の闘技場
- 極上・読者の闘技場
- 風来・読者の闘技場
- 読者の闘技場 for Windows95
- みらくる読者の闘技場
- 試験に出る読者の闘技場（1st）
- 試験に出る読者の闘技場（2nd）
- さようなら読者の闘技場

山下章のホンキでPlayホンネでReview!!

読者の意見 ホンキでPlayホンネでReview!!
読者が日頃感じている、コンピュータゲームに対する意見や感想、あるいは「山下章のホンキでPlayホンネでReview!!」についての意見を募集し、掲載していくコーナー。掲載コメント中には、読者間でレビューするものや、山下章が読者からもらった意見に対して個人意見をコメントしたり、あるコンピュータゲームをテーマにして読者に意見を求めるコメントを掲載することもあった。
バトル・オブ・ストリートファイターII
当時絶大な人気を誇っていた対戦格闘ゲーム『ストリートファイターII』の編集部内大会の模様を描いた小説。著者は山下章。1991年7月号の連載開始後、2/3程度の対戦まで描かれた1992年4月号を最後に中断した（途中2回の休載あり）。
後に『ALL ABOUT ぷよぷよ』が発売された際、本コーナーのオマージュである「バトル・オブ・ぷよぷよ」が掲載された。著者は同じく山下章。
2018年1月14日に行われたイベント「ALL ABOUT マイコンBASICマガジンII」にて、連載中断から26年を経て、結末までの書き下ろしを含む単行本（同人誌扱い）『バトル・オブ・ベーマガライターズ』の発行が発表された。「バトル・オブ・F-ZERO」と「バトル・オブ・ぷよぷよ」を併録している。同イベントの会場内で限定版を販売し、後に協力店舗で通常版が発売された。
ファンタジー通信
担当の手塚一郎が、パソコンPPGファンにゲームを離れてもファンタジーを愛してもらい、最終的には本物の幻想文学の存在にも目を向けてもらおうと企画したコーナー。ファンタジー通信の「タイトル・カット」のイラスト投稿、読者が考えた18文字×15行のオリジナル詩を掲載する「私のファンタジー」、読者からの投書を紹介する「お便り」、会員募集や同人誌購入募集など読者同士のコミュニケーションの場を提供する「ファンタジー通信伝言板」、毎月の課題に沿って読者が描いたオリジナル・モンスターのイラストを掲載する「C.Cコーナー」、その他の自由な投稿イラストを掲載する「ファンタジー通信イラスト・ギャラリー」などがあり、読者投稿の葉書によって支えられていた。
ペーパーアドベンチャー
ゲームブック形式の読者投稿を掲載するコーナー。担当は手塚一郎。2頁程度に詰め込む都合上、パラグラフ毎の描写は極めて簡潔で、また前兆無くゲームオーバーに直結するなど理不尽な選択肢も多かった。
手塚が「アドベンチャーゲームを紙でプレイする」ことを企図して作った同人誌が端緒で、連載も当初は手塚が制作した作品を掲載していた。第1回が掲載された1984年8月号は同年7月発売で、これは日本で最初のゲームブック単行本が発売される2ヶ月前、世界的ベストセラーの『火吹山の魔法使い』が翻訳出版される半年前である。結果として本コーナーが日本におけるゲームブック普及の一助となったが、手塚は海外にゲームブックというものが存在していることを知らずに偶然同じものを作ったと語っている。
ORGのテーブルトークRPGコーナー
ORGの大貫昌幸による、黎明期のテーブルトークRPGを紹介するコーナー。『ワープス』のリプレイが連載された。後にリプレイ形式で各種TRPGを紹介するコーナーになった。
チャレンジ!ハイスコア
全国のゲームセンターでプレイされるアーケードゲームのハイスコアランキングを提携ゲームセンターごとにリストアップした物を掲載したページ。
Software House Hot Information
1999年11月号からは「Software Maker Hot Information」。ゲームソフトメーカーの情報コーナー。「Hummingbird Soft Land」（ハミングバードソフト）、「T&E PRESS番外編」（T&E SOFT）、「ベーセガ」（セガ）など。各社が1ページないし2ページを持ち、新作紹介などを掲載した。記事のような体裁だが実際は広告ページであり、各社は広告費を支払ってページを持っていた。ページの使い方はかなり自由にされていたようで、独自に読者投稿コーナーを設けたところもあり、宛先もベーマガ編集部ではなく各社だった。
なにわ通信
マイコンソフトの情報コーナー。タイトル冠文の募集や「シテオク劇場」などで独自の雰囲気を作っていた。
ビデオゲームグラフィティ
読者がアーケードゲームでタイトル不明、年代不明、メーカー不明のゲームの質問を投稿してライターの見城こうじが答えて解決するQ&Aコーナー。

### その他
あくせすROOM
ベーマガ自体の情報コーナー。時期によって内容が異なるが、プログラムコーナーの印刷ミスや致命的バグなどの訂正、Software House Hot Informationに参加していないメーカーのゲームに関するイラスト投稿、お知らせなどが掲載された。

## 編集部
月刊マイコンの読者コーナーから引き続き、本誌でも編集部メンバーに個性が設けられ、漫画やOFコーナー、コラムなどで描かれた。それぞれモデルとなった編集者が実在し、イベントや他誌のインタビュー等に実名で登場したことがある。
影さん
サングラス、マスク、トレンチコートという不審者スタイルがトレードマークのダメ編集部員。読者にとっては一番親しみやすい存在で、OFコーナーなどで度々遊ばれていた。触れたパソコンが爆発するという特技を持つ、と描かれていた。ベーマガ創刊以前には「ラジオの製作」でBCLコーナー、投書欄を担当していた。
編さん
影さんと対をなす真面目な編集部員。中日ドラゴンズファン、コラムス名人などの特徴を持つ。エドモンド本田使いでもあることから、連載小説『バトル・オブ・ストリートファイターII』では「本田部屋」を開いてライターから弟子を取っていた。
Dr.D
デバッグ博士（ドクター・デバッグ）。主にCHECKER FLAGで、読者のプログラムに辛口の批評を付けていた。時に投稿者のバグを放置して掲載し、修正を促す厳しい側面もある。「パソコンレクチャー」「Dr.Dのちょっと背伸びのBASIC講座」などのコーナーで教師役を務めることが多い。
つぐ美ちゃん
編集部の紅一点。当初はアイドル的存在だったが、初登場時から休刊までずっと年齢が20歳のままであり、読者から度々突っ込まれるようになった。誕生日は11月11日。
編集長
一番偉い人。影さんの奇行に上司の立場から突っ込み・苦言を呈する登場が多い。初期には影さん・編さんと一緒に、Dr.Dからプログラミングを教わることもあった。
この他、ごく初期には「ラジオの製作」の編集部員であるみどりさん、タロベエ、水虫仮面が登場することもあった。

## 主なライター

### 技術系
- 丹治佐一
- 断空我
- 森巧尚
- 高橋はるみ
- 谷裕紀彦（Bug太郎）
- 東幸太
- 山崎寛（やまかん）
- 竹宮恵亀（VB研所長）
  - 助手1号
  - 助手2号
  - 助手4号
- 石川直人（VB研助手3号）

### 音楽系
- 古代祐三（YK-2）
- 永田英哉（Yu-You）
- 川野俊充（はちみつ川野、とちもつ川野）
- 後藤浩昭（GORRY）
- 荒木潤
- 粟田英樹
- 源康史
- Silpheed☆

### ゲーム系
- 山下章（幸運私真矢）
- ベニー松山（TOMMY）
- 手塚一郎
- 見城こうじ（鈴木宏治）
- うる星あんず（師範代大堀、大堀康祐）
- 響あきら（池田雅行）
- 猪野清秀
- EXCHANGER
- 山下信行（やんま）
- 大出綾太
- 山田真也（GIL）
- 仲みゆき
- 中村京子（kyou）

#### 第一次レスキュー隊
- No.1 清水毅
- No.2 原田賢
- No.3 川合竜也
- No.4 引本高征（ロッキー引本）
- No.4' 大亘康平（大亘理泰衡、大亘理零夢）
- No.5 尾林安政
- No.6 南泰人
- No.7 君島隆之
- No.8 青木聡
- No.9 亀田直人
- No.10 高橋純一

#### 第二次レスキュー隊
- No.11 石井弘一（情報局長（初代）[14]）
- No.12 倉本一浩（KERA）
- No.13 佐久間亮介（藤井砂姫）
- No.17 煌竜
- No.X 今聡

#### 第三次レスキュー隊
- No.21 鹿島五郎（解せないクン[14]、編さんJr.[15]）
- No.22 久保田裕之（ASP.久保田）
- No.22' 千歳秋吉
- No.23 板場利光（いたばし）
- No.24 NAGACY
- No.25 藤吉彰
- No.26 若林大亮
- No.27 長谷川真一
- No.1110 川口晋護（キャプション川口）

### その他のライター
- くりひろし
- 赤烏龍吉
- 服部陽一郎（陽の字）
- FURU
- 斉藤久典
- 内藤寛
- 藪良小路
- 保多手力也
- 京極順一
- 片平鍾瀛
- みるきぃぷりん☆
- 松田ばんれい（松田晩鈴）
- 野沢プロト

## 別冊
『プログラム大全集シリーズ』『マイコンBASICマガジンDELUXE』などとして、各種の書籍・ムックが出版されていた。以下に一例を挙げる。
- 『PC-8801・8001プログラム大全集』 - プログラムコーナーの総集編。様々な機種のものが出版された。
- 『ゲーム・ミュージック・プログラム大全集』 - こちらもミュージックプログラムの総集編。『I』 - 『III』まで出版。それ以降は機種別のムックが出版された。
- 『チャレンジ!!パソコンアドベンチャーゲーム』 - 山下章著。
- 『チャレンジ!!パソコンAVG&RPG』 - 山下章著。『I』 - 『V』まで出版。
- 『パソコンBBS電話帳』

### ALL ABOUTシリーズ
アーケードゲームやパソコンゲームの詳解本として、「ALL ABOUT〜」または「〜のすべて」と題する別冊が多数出版された。当初はベーマガ編集部による単発の別冊として製作されていたが、1993年からスタジオベントスタッフによるシリーズ化した。
- ALL ABOUT ナムコ ナムコゲームのすべて
- ALL ABOUT ナムコII ナムコゲームのすべてII
- PC Engine HEシステムのすべて
- 大戦略III'90のすべて
- ALL ABOUT Dungeon Master コンピュータRPGの名作 ダンジョンマスターのすべて
- ALL ABOUT ソーサリアン ソーサリアンのすべて